# 116년

## 연호
- 후한(後漢) 원초(元初) 3년

## 기년
- 후한(後漢) 안제(安帝) 10년
- 신라(新羅) 지마 이사금(祗摩泥師今) 5년
- 고구려(高句麗) 태조대왕(太祖大王) 64년
- 백제(百濟) 기루왕(己婁王) 40년

## 사건
- 8월 지마 이사금이 1만대군을 이끌고 가야 정벌에 나서나 실패하다.